# Міста Туркменістану
|  | Службовий список статей, створений для координації робіт з розвитку теми. Це попередження не встановлюється на інформаційні списки і глосарії. |

Міста Туркменістану - список населених пунктів Туркменістану, віднесених до категорії міст відповідно до Закону Туркменістану «Про порядок вирішення питань адміністративно-територіального устрою Туркменістану», прийнятого у 2016 р.
До прийняття зазначеного закону, станом на 2014 р., у Туркменістані налічувалось 24 міста, яких незабаром стало  вдвічі більше.														
Населені пункти сучасного Туркменістану поділяються на міські та сільські. 														
До міських населених пунктів належать міста і селища, до сільських - села.							
Міста поділяються на такі категорії: міста з правами велаята, міста з правами етрапу (району) і міста в етрапі.							
До категорії міста з правами велаята може бути віднесено місто з чисельністю населення понад 500 тисяч чоловік, що є одним з економічних, політичних і культурних центрів в Туркменістані (зараз і в найближчий перспективі таке місто єдине - столиця Ашгабат). До категорії міста з правами етрапу (району)  в загальному випадку може бути віднесене місто з чисельністю населення понад 30 тисяч осіб, що є одним з економічних, культурних та адміністративних центрів у велаяті. До категорії міста в етрапі в загальному випадку може бути віднесене селище з чисельністю населення понад 8 тисяч осіб, що має промислові підприємства, будівельні та транспортні організації, комунальне господарство, муніципальний житловий фонд, мережу соціально-культурних установ, підприємств торгівлі та побуту.							

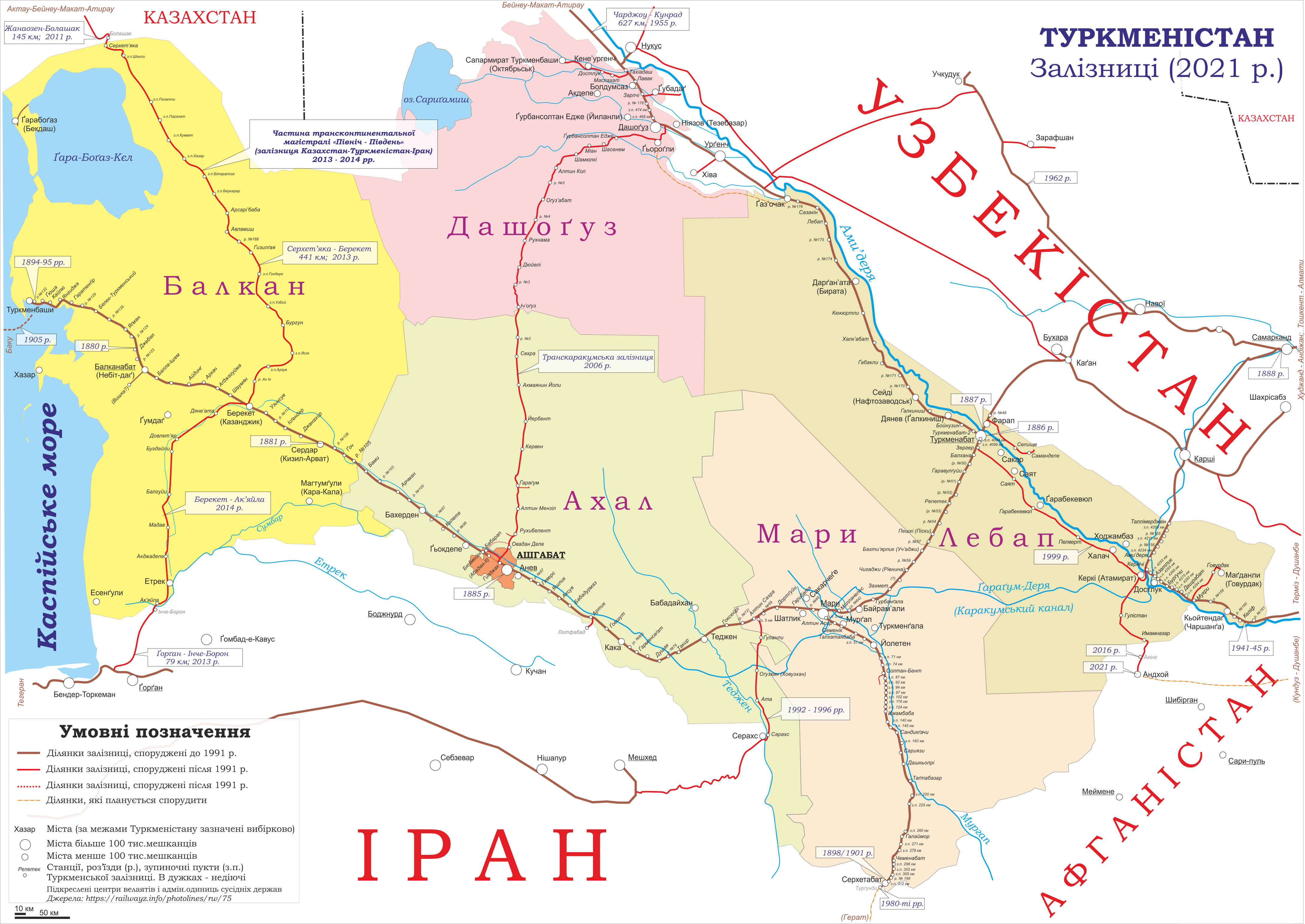
МІста Туркменістану

Станом на 1 жовтня 2018 року в Туркменістані:							
- 1 місто з правами велаята (Ашгабат),
- 11 міст з правами етрапу (району)

Більшість сучасних міст і містечок розвинулось на місці колишніх аулів і селищ при відповідних промислах.
Оскількі основну частину Туркменістану займає пустеля Каракум, міста здебільш розташовані вздовж південного і східного кордонів держави (вздовж гірського хребта Копетдаг і річки Амудар'ї відповідно), а також у Мургабській і Хорезмській оазах.
Історія містобудування на території сучасного Туркменістану сягає античних часів, коли тут виникли поселення Намазґа-тепе, Алтин-тепе, Анау (V тис. до н.е.), Ґонур-Тепе (ІІІ тис. до н.е.), Ніса (І тис. до н.е.), Амуль (І ст.), Мерв (І ст.), який у середні віки був найбільшим містом Центральної Азії, Кене'ургенч (ІІ ст.), який пізніше став столицею Держави Хорезмшахів, був зруйнований монголами, але знов відродився.
Дані про чисельність населення міст Туркменістану за 1989 рік узяті з результатів Всесоюзного перепису населення 1989 року. Округлені дані про чисельність населення міст Туркменістану за 1995 рік узяті з вибірково опублікованих результатів перепису населення Туркменістану 1995 року. Чисельність населення Ашгабата вказана разом з чисельністю міста Абадан (Бюзмеін) Ахалського велаята, яке було приєднане до Ашхабаду 24 травня 2013 року.
| No | Назва                  | Назва (туркм.)         | Колишні назви                            | Велаят   | Населення 1989 р. | Населення 1995 р. | Населення, оцінка 2021 р. | Статус міста, рік |
| -- | ---------------------- | ---------------------- | ---------------------------------------- | -------- | ----------------- | ----------------- | ------------------------- | ----------------- |
| 1  | Ашгабат                | Aşgabat                | Асхабад, Полторацьк (1919-1927), Ашхабад | Ашгабат  | 432,723           | 575,3             | 865                       | 1881              |
| 2  | Акдепе                 | Akdepe                 | Ленінськ                                 | Даш'оґуз | 14,673            |                   |                           | 2016              |
| 3  | Бабадайхан             | Babadaýhan             | Кіровськ                                 | Ахал     | 7,130             |                   |                           | 2018              |
| 4  | Байрам'али             | Baýramaly              | Байрам-Алі                               | Мари     | 43,824            | 54,3              | 76                        | 1931              |
| 5  | Балканабат             | Balkanabat             | Небіт-Даг                                | Балкан   | 86,314            | 87,8              | 88                        | 1946              |
| 6  | Бахерден               | Baherden               | Бахарли                                  | Ахал     | 16,823            |                   | 23                        | 2008              |
| 7  | Берекет                | Bereket                | Казанджик                                | Балкан   | 14,424            |                   | 21                        | 1939              |
| 8  | Болдумсаз              | Boldumsaz              | Калинінск                                | Даш'оґуз | 19,296            |                   |                           | 2016              |
| 9  | Ґаз'очак               | Gazojak                | Газ-Ачак                                 | Лебап    | 12,374            |                   |                           | 2008              |
| 10 | Ґарабекевюл            | Garabekewül            | Карабекаул                               | Лебап    | 5,509             |                   | 7                         | 2016              |
| 11 | Ґарабоґаз              | Garabogaz              | Бекдаш                                   | Балкан   | 6,895             |                   |                           | 1963              |
| 12 | Ґьокдепе               | Gökdepe                | Геок-Тепе                                | Ахал     | 14,478            |                   | 21                        | 2008              |
| 13 | Ґьор'оглы              | Görogly                | Тахта                                    | Даш'оґуз | 11,501            |                   |                           | 2016              |
| 14 | Ґубадаґ                | Gubadag                | Тельманськ                               | Даш'оґуз | 10,236            |                   |                           | 2016              |
| 15 | Ґумдаґ                 | Gumdag                 | Кум-Даг                                  | Балкан   | 16,529            |                   | 24                        | 1992              |
| 16 | Ґурбансолтан Едже      | Gurbansoltan eje       | Йиланли, Ільяли                          | Даш'оґуз | 16,936            |                   | 27                        | 2016              |
| 17 | Дарґан'ата             | Darganata              | Бирата, Дарган-Ата                       | Лебап    | 7,212             |                   |                           | 2016              |
| 18 | Дашоґуз                | Daşoguz                | Ташауз                                   | Даш'оґуз | 111,406           | 141,8             | 167                       | 1924              |
| 19 | Достлук                | Dostluk                | -                                        | Лебап    | 4,534             |                   |                           | 2016              |
| 20 | Дянев                  | Dänew                  | Галкиниш, Дейнау                         | Лебап    | 7,932             |                   |                           | 2016              |
| 21 | Енев                   | Änew                   | Аннау                                    | Ахал     | 9,332             |                   | 28                        | 2008              |
| 22 | Есенґули               | Esenguly               | Гасан-Кулі                               | Балкан   | 5,823             |                   | 5,8                       | 2016              |
| 23 | Етрек                  | Etrek                  | Кизил-Атрек                              | Балкан   | 6,855             |                   |                           | 2016              |
| 24 | Йолетен                | Ýolöten                | Іолотань                                 | Мари     | 18,644            |                   | 38                        | 1939              |
| 25 | Кака                   | Kaka                   | Каахка                                   | Ахал     | 13,707            |                   |                           | 2016              |
| 26 | Керкі                  | Kerki                  | Атамират (1999-2017)                     | Лебап    | 19,747            |                   | 33                        | 1925              |
| 27 | Кьойтендаґ             | Köýtendag              | Чаршанга                                 | Лебап    | 8,654             |                   |                           | 2016              |
| 28 | Кене'ургенч            | Köneürgenç             | Куня-Ургенч                              | Даш'оґуз | 21,827            |                   | 30                        | 1984              |
| 29 | Маґданли               | Magdanly               | Гаурдак                                  | Лебап    | 22,163            |                   | 35                        | 1990              |
| 30 | Мари                   | Mary                   |                                          | Мари     | 92,29             | 101               | 115                       | 1884              |
| 31 | Магтумґули             | Magtymguly             | Кара-Кала                                | Балкан   | 8,412             |                   |                           | 2016              |
| 32 | Мурґап                 | Murgap                 | Мургаб                                   | Мари     | 7,637             |                   |                           | 2016              |
| 33 | Ніязов                 | Nyýazow                | Тезебазар                                | Даш'оґуз | 7,291             |                   |                           | 2016              |
| 34 | Сакар                  | Sakar                  | -                                        | Лебап    | 4,518             |                   |                           | 2016              |
| 35 | Сакарчеге              | Sakarçäge              | Сакар-Чага                               | Мари     | 4,36              |                   |                           | 2016              |
| 36 | Сапармират Туркменбаши | Saparmyrat Türkmenbaşy | Октябрьськ                               | Даш'оґуз | 6,77              |                   |                           | 2016              |
| 37 | Саят                   | Saýat                  | -                                        | Лебап    | 10,244            |                   |                           | 2016              |
| 38 | Сейді                  | Seýdi                  | Нефтезаводск                             | Лебап    | 11,059            |                   | 18                        | 1990              |
| 39 | Сердар                 | Serdar                 | Кизил-Арват                              | Балкан   | 33,388            | 45,5              | 28                        | 1935              |
| 40 | Серхетабат             | Serhetabat             | Кушка, Ґушґи                             | Мари     | 4,834             |                   | 5,2                       | 1967              |
| 41 | Теджен                 | Tejen                  | -                                        | Ахал     | 40,149            | 49,3              | 67                        | 1925              |
| 42 | Туркменабат            | Türkmenabat            | Чарджоу, Чарджуй                         | Лебап    | 160,799           | 189,2             | 235                       | 1886              |
| 43 | Туркменбаши            | Türkmenbaşy            | Красноводськ                             | Балкан   | 58,854            | 63                | 68                        | 1869              |
| 44 | Туркменґала            | Türkmengala            | Туркмен-Кала                             | Мари     | 6,465             |                   |                           | 2016              |
| 45 | Фарап                  | Farap                  | Фараб                                    | Лебап    | 8,524             |                   |                           | 2016              |
| 46 | Хазар                  | Hazar                  | Челекен                                  | Балкан   | 13,865            |                   | 28                        | 2016              |
| 47 | Халач                  | Halaç                  | -                                        | Лебап    | 5,101             |                   |                           | 2016              |
| 48 | Ходжамбаз              | Hojambaz               | Ходжамбас                                | Лебап    | 4,259             |                   |                           | 2016              |
| 49 | Шатлик                 | Şatlyk                 | -                                        | Мари     | 7,637             |                   | 7                         | 2016              |

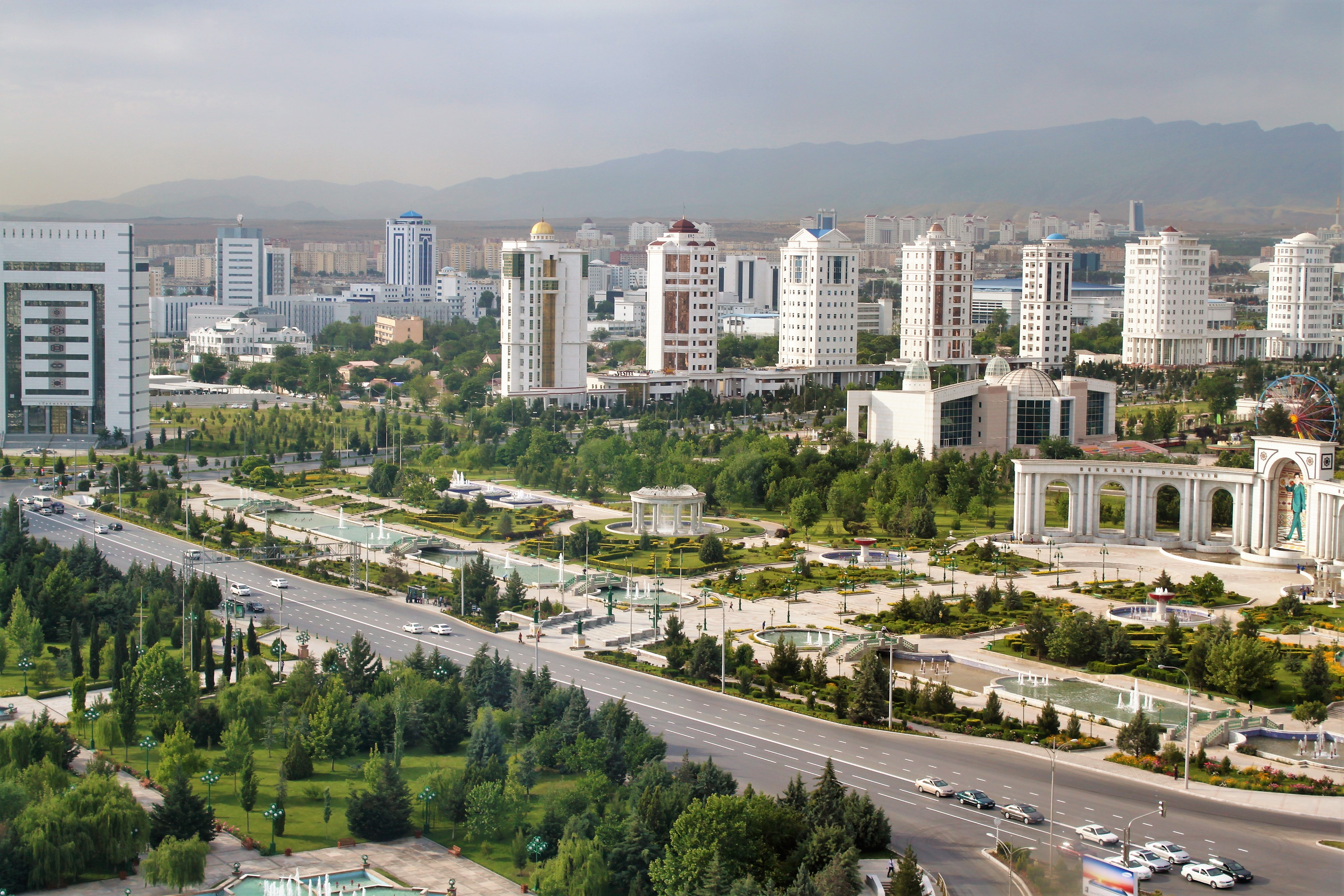
Ашгабат
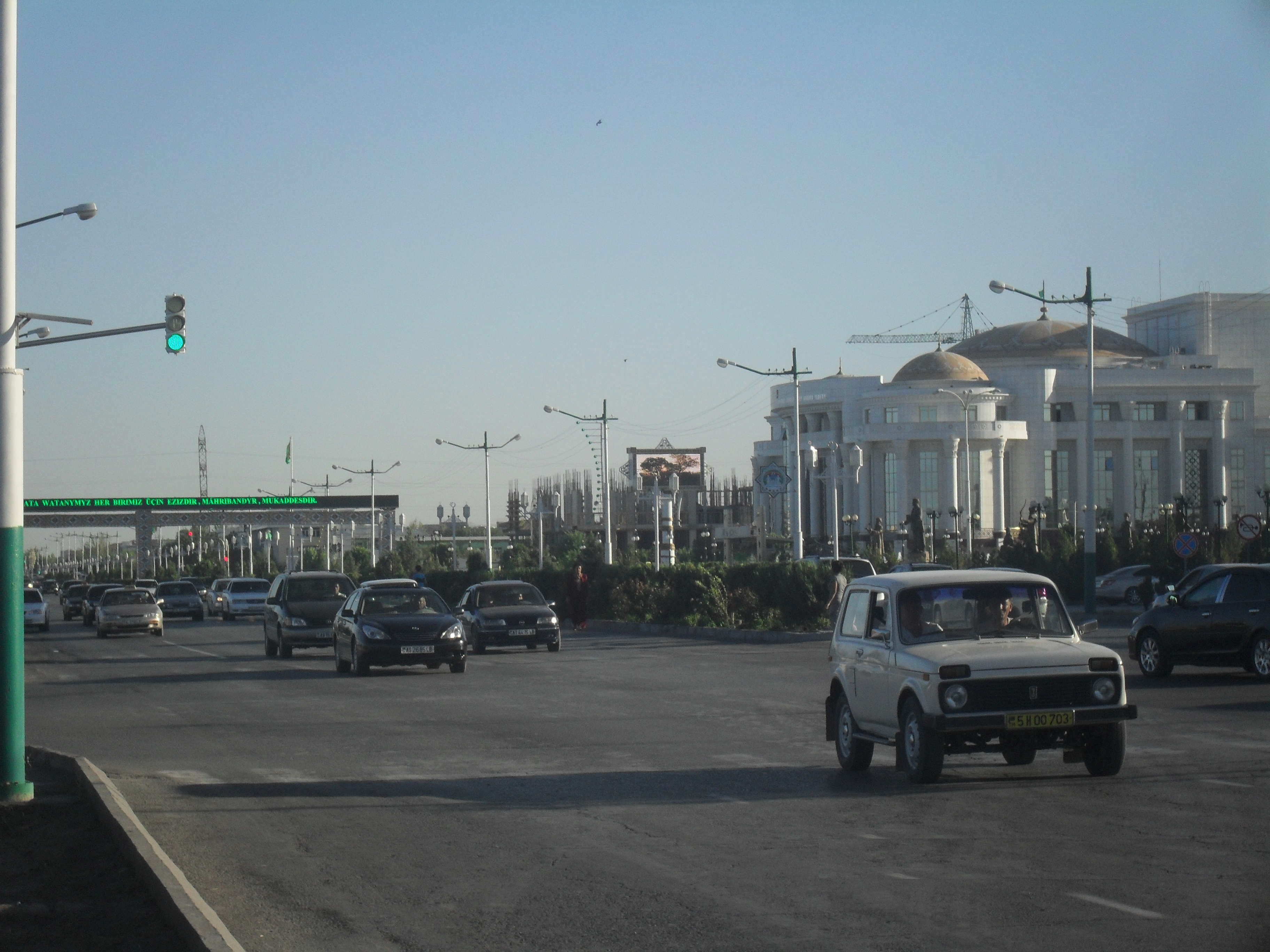
У середмісті Туркменабата
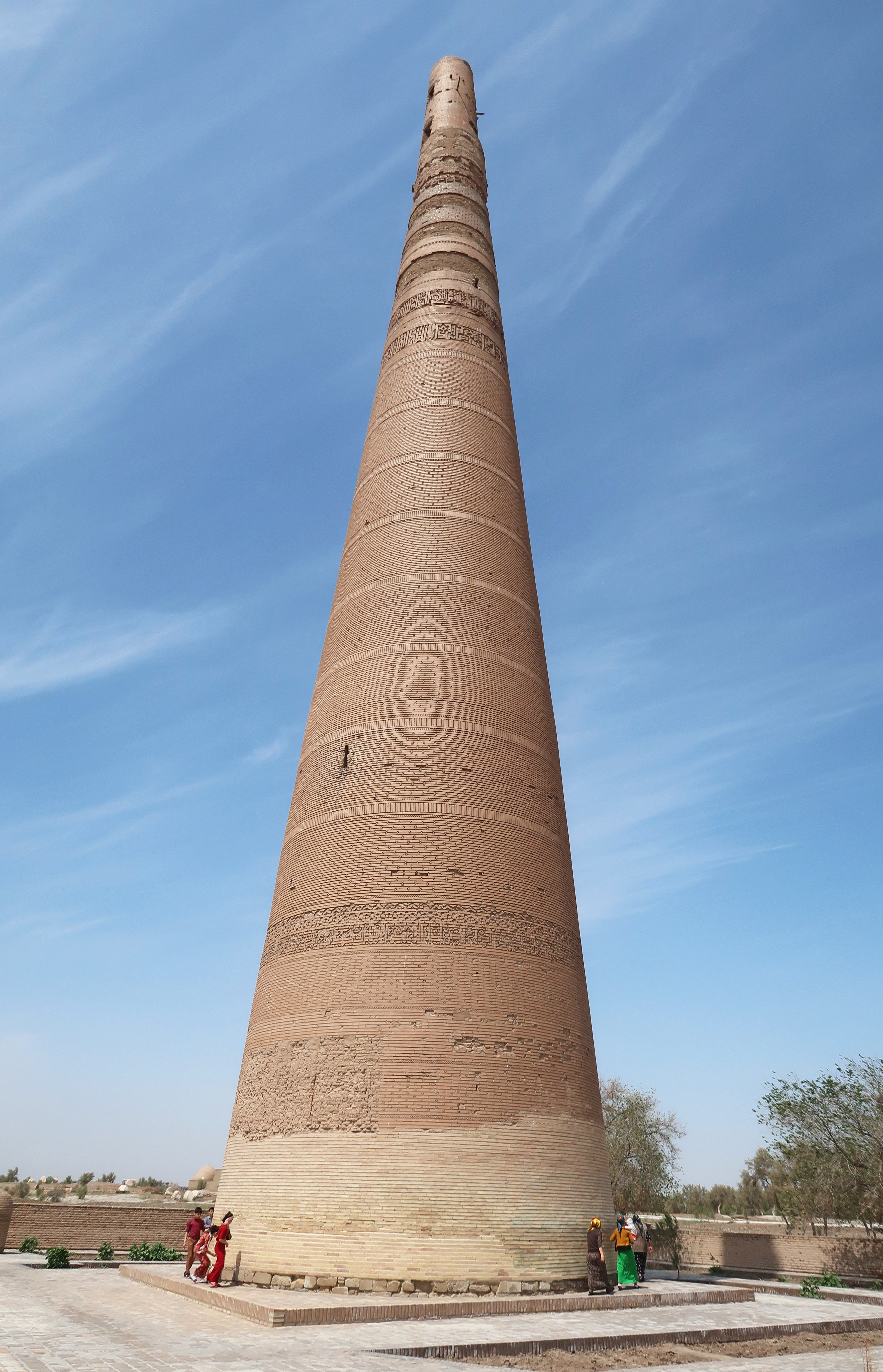
Мінарет Ґутлуґ-Тимура в Кене'ургенчі
На вулицях Туркменбаши
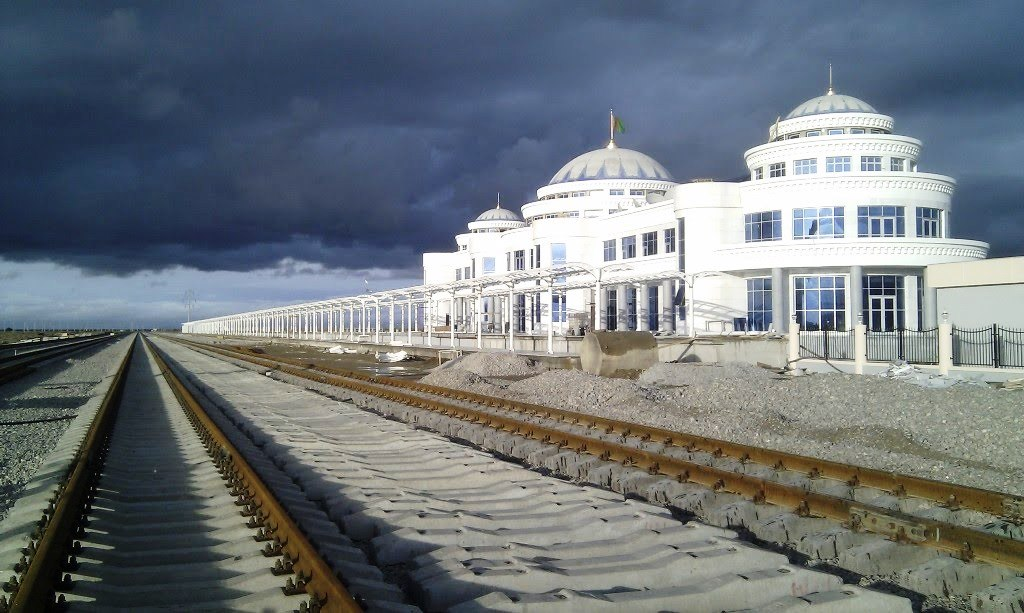
Залізнична станція Берекет